# مارك ميشيل
مارك ميشيل هو ممثل سويسري، ولد في 4 ديسمبر 1932 بمونترو في سويسرا، وتوفي في 3 نوفمبر 2016 بأور ولوار في فرنسا.

## وصلات خارجية
- مارك ميشيل على موقع IMDb (الإنجليزية)
- مارك ميشيل على موقع ألو سيني (الفرنسية)
- مارك ميشيل على موقع قاعدة بيانات الأفلام السويدية (السويدية)
- مارك ميشيل على موقع ديسكوغز (الإنجليزية)
- مارك ميشيل على موقع قاعدة بيانات الفيلم (الإنجليزية)
- مارك ميشيل على موقع كينوبويسك (الروسية)